# 栃相模久
栃相模 久（とちさがみ ひさし、1965年〈昭和40年〉11月17日 - ）は、春日野部屋に所属した元大相撲力士。本名は谷本 久（たにもと ひさし）。神奈川県茅ヶ崎市出身。最高位は東幕下筆頭（1991年（平成3年）7月場所）。身長185cm、体重151kg。

## 経歴
1981年（昭和56年）春日野部屋に入門、3月場所で初土俵を踏む。同じ春日野部屋から栃司もこの場所、幕下付出で初土俵を踏んだ。入門から2年半は序二段に留まり、1983年（昭和58年）11月場所で三段目に昇進。「栃相模」に改名後の1985年（昭和60年）11月場所で幕下に昇進。三段目に落ちたりしたが、1990年（平成2年）11月場所で7回目の幕下に昇進してから勝ち越しを続け、1991年（平成3年）3月場所で初の幕下一桁（西9枚目）に上がり、ここでも5勝2敗と勝ち越し、翌5月場所西2枚目に上がった。この場所4勝3敗と勝ち越したが、幕下上位では武蔵丸や和歌乃山など好成績の力士が多く、十両昇進を決めたため、栃相模は7月場所は東筆頭に留まった。この場所は3勝4敗と負け越しに終わった。その後は負け越し続きで1年後の1992年（平成7年）7月場所三段目に落ち、勝ち越して翌場所幕下に復帰したが、1993年（平成5年）3月場所三段目に落ちて1勝6敗となり、翌場所出場しないまま廃業し、土俵を去った。
廃業後は長野県松本市で「ちゃんこダイニング・すもう亭」を開いた。

## 改名歴
- 谷本 久 1981年3月場所-1985年5月場所
- 栃相模 久 1985年7月場所-1993年5月場所

## 参考資料
- 雑誌『相撲』1981年4月号。
- 雑誌『相撲』1993年7月号。